# Sexto Ácio Suburano Emiliano
Sexto Ácio Suburano Emiliano (em latim: Sextus Attius Suburanus Aemilianus), geralmente chamado apenas de Suburano, foi um político e militar romano nomeado cônsul sufecto para o nundínio de fevereiro a março de 101 com Quinto Articuleio Peto e eleito cônsul ordinário em 104 com Marco Asínio Marcelo. É mais conhecido por ter sido prefeito da Guarda Pretoriana entre 98 e 101 durante o reinado do imperador Trajano.

## Carreira
De origem equestre, Suburano começou sua carreira como praefectus fabrum (um oficial do exército romano). Depois, foi comandante de um regimento de cavalaria e vice-governador da Hispânia Citerior responsável pela realização de um censo. Em seguida foi adjutor ("auxiliar") do prefeito anonário do prefeito do Egito Lúcio Júlio Urso (pai adotivo de Lúcio Júlio Urso Serviano) entre 78 e 80 e procurador financeiro (o vice de um legado imperial de uma província importante) "ad Mercurium, Alpium Cottianarum et Pedatium Tyriorum et Cammuntiorum et Lepontiorum". Finalmente, saltou de procurador da Judeia para a bem mais importante província da Gália Bélgica.
Suburano assumiu o posto de prefeito pretoriano depois da execução de seu predecessor, Caspério Eliano, que, depois do assassinato de Domiciano, rodeou o palácio imperial e obrigou seu sucessor, Nerva, a condenar a morte seus assassinos. Trajano confiava plenamente em Suburano e teria dito em sua ascensão as seguintes palavras: "Se eu governar bem, use esta espada por mim. Se eu governar mal, use-a contra mim.".
Depois do término de seu mandato, Suburano foi admitido no Senado (adlectio), foi cônsul sufecto em 101 e, mais tarde, cônsul ordinário em 104 com Marco Asínio Marcelo. É possível que tenha sido prefeito urbano de Roma neste mesmo ano.